# Samba de Gafieira
Samba de Gafieira (también llamada Gafieira) es un baile en pareja de los ritmos musicales de la samba brasileña. A diferencia de varias formas de samba brasileña urbana y de club, evolucionó como un baile de salón (dança de salão, literalmente, «baile de salón»).
Samba de Gafieira debe distinguirse de la samba de salón, bailado en estilos de baile de salón de baile internacional latino y americano.
Gafieira es generalmente un baile de pareja, aunque en las representaciones artísticas no es raro agregar variaciones en solitario, incluyendo pasos de Samba no pé.

## Significado de la palabra
La palabra «gafieira» también puede referirse a la orquesta de música de samba tradicional, así como a la sala de baile donde se realiza. El término gafieira era una jerga del portugués brasileño que significa bailando «bajo resort, gaff, honky-tonk» o «fiesta de baile frecuentada por el pueblo».

## Orígenes
El estilo se originó a partir del baile de samba en cabarets y gafieiras (de ahí el nombre, que significa literalmente «Samba de gafieira»), principalmente en los distritos de Botafogo, Catete y el Centro de Río de Janeiro. El término ganó reconocimiento en la década de 1940. Con el tiempo, el estilo evolucionó de manera significativa respecto al estilo de la década de 1940 bajo la influencia significativa del tango uruguayo e incorporando muchos elementos acrobáticos"

## Pasos para principiantes

Pasos básicos de Gafieira (líder). Los números son los ritmos de la frase musical de 8 compases.

Al igual que el tango argentino, Gafieira se baila con abrazo abierto, donde el líder y el seguidor se conectan con los brazos extendidos, o con abrazo cercano, donde el líder y el seguidor se unen pecho a pecho.

### Passo basico
Passo basico («Paso básico», a veces llamado Quadrado («paso de caja») o Quadradinho) es un simple paso de principiante con ritmo «rápido-rápido-lento» en una medida de 4 tiempos.
No es realmente un paso de caja, sino más bien similar al «movimiento básico» del programa de samba de salón internacional, y su secuencia de pasos de base de 8 tiempos se realiza en reversa, con el líder moviendo su pie izquierdo de regreso a tres y su derecha pie adelante en siete.
Los movimientos laterales en uno y dos y en cinco y seis están casi en su lugar (o a veces en uno moviendo el pie izquierdo ligeramente hacia adelante y en cinco moviendo el pie derecho ligeramente hacia atrás).
A menudo, solo se utiliza la mitad del «passo básico», por ejemplo, como parte de otros patrones de pasos más complicados.

### Saída Lateral
El Saída Lateral o Saída ao lado (ambos literalmente significan «salir hacia el lado», «salida lateral», a veces traducido como «cross body lead derecho») se usa para entrar o salir de muchos otros pasos de Gafieira más elaborados.
Para ejecutar la figura, comience con los primeros 5 pasos del Passo Basico, con el quinto paso del líder ligeramente inclinado hacia atrás, separándose ligeramente del seguidor. El sexto (paso lento, pie derecho) del líder se adelanta hacia la izquierda sobre el pie derecho fuera del compañero. El sexto paso del seguidor está hacia atrás, cruzando el pie izquierdo hacia atrás.
En las descripciones de patrones más complicados, «Saída ao Lado» a menudo se refiere solo a los últimos tres pasos descritos.

## Silabo
En 2001, se llevó a cabo una reunión de docentes en Río de Janeiro, donde se estableció un programa común de pasos principales para Samba de Gafieira, para la enseñanza unificada y los concursos. El plan de estudios votado excluyó los pasos acrobáticos, es decir, aquellos en los que los dos pies de un bailarín están fuera del suelo. ITambién excluyó pasos no característicos de la danza brasileña. El plan de estudios se divide en tres categorías: Nivel Básico (Nivel básico, o «Bronce»), Nivel Intermediário (Nivel intermedio, o «Plata»), y Nivel Avançado (Nivel avanzado, o «Oro»).
Samba de Gafieira no se adapta al plan de estudios, que solo enumera los pasos comúnmente acordados como los más importantes. Se pueden crear nuevos pasos o se pueden modificar las entradas y salidas de los pasos descritos, siempre que conserven el espíritu de Samba de Gafieira.

### Nivel básico
- Passo Básico (Paso básico)
- Saída Lateral /Saída ao lado (Edición lateral)
- Tirada ao lado (Dibujo lateral)
- Cruzado (Cruzado)
- Gancho (Gancho)
- Balanço (Oscilación)
- Caminhada (Paseo)
- Esse (letra «S»)
- Giro da Dama (Giro de dama)
- Puladinho (Salto)

### Nivel intermedio
- Romário (un nombre de jugador de fútbol)
- Tirada de Perna (Pierna tomada)
- Assalto (Ataque)
- Facão (Navaja)
- Gancho Redondo (Gancho redondo)
- Trança (Trenza)
- Tesoura (Tijeras)
- Balão Apagado (Globo apagado)
- Picadinho (Giros, literalmente «guiso»)
- Mestre Sala

### Nivel avanzado
- Pião (Top -Spinning Toy-)
- Pica-pau (Pájaro carpintero)
- Escovinha (Cepillo)
- Bicicleta (Bicicleta)
- Enceradeira (Pulidor de suelos)